# Cocalodini
Cocalodini – plemię pająków z rodziny skakunowatych i podrodziny Spartaeinae. Wszystkie gatunki z wyjątkiem dwóch zamieszkują krainę australijską, a większość jest endemitami Nowej Gwinei.

## Morfologia
Pająki te osiągają od kilku milimetrów do nieco ponad centymetra długości ciała. Kształt ich ciała bywa rozmaity. Wspólną cechą i jedyną potencjalną synapomorfią w budowie przedstawicieli plemienia jest obecność dużej apofyzy medialnej w bulbusie nogogłaszczków samców.

## Ekologia i występowanie
Pająki te zasiedlają lasy, głównie równikowe lasy deszczowe i ich skraje. Spotykane są od poziomu morza do wysokości 2400 m n.p.m. Bytują na liściach, także w piętrze koron drzew, pniach i gałęziach, na leżaninie i w ściółce.
Niemal wszystkie gatunki zamieszkują krainę australijską. Większość jest endemitami Nowej Gwinei. Kilka gatunków z rodzaju Cocalodes zamieszkuje inne wyspy należące do Papui-Nowej Gwinei oraz indonezyjski archipelag Moluków. Pojedynczy gatunek z rodzaju Yamangalea stwierdzono w północnoaustralijskim Queenslandzie. Spoza krainy australijskiej znany jest tylko rodzaj Depreissia, którego jeden gatunek występuje w Kongu, a drugi na Borneo.

## Taksonomia
Takson ten wprowadzony został w 1901 roku przez Eugène’a Simona pod nazwą Cocalodeae. Przez dłuższy czas miał rangę podrodziny, a w klasyfikacji Jörga Wunderlicha z 2004 roku pojawiła się zarówno podrodzina Cocalodinae, jak i plemię Cocalodini. W 2015 roku Wayne Maddison na podstawie molekularnej analizy filogenetycznej zrewidował systematykę skakunowatych. Omawiany takson otrzymał rangę plemienia w obrębie podrodziny Spartaeinae. W wynikach wspomnianej analizy zajął pozycję siostrzaną dla plemienia Lapsiini, tworząc z nim klad siostrzany dla plemienia Spartaeini.
Do plemienia tego należy 26 opisanych gatunków, zgrupowanych w 7 rodzajach:
- Allococalodes Wanless, 1982
- Cocalodes Pocock, 1897
- Cucudeta Maddison, 2009
- Depreissia Lessert, 1942
- Tabuina Maddison, 2009
- Waymadda Szűts, Zhang, Gallé-Szpisjak et De Bakker, 2020
- Yamangalea Maddison, 2009